# (23406) Козлов
(23406) Козлов (лат. Kozlov) — типичный астероид главного пояса, открыт 23 августа 1977 года советским астрономом Николаем Черных в Крымской астрофизической обсерватории и 30 июля 2007 года назван в честь конструктора ракетно-космической техники Дмитрия Козлова.

## Обнаружение и именование
(23406) Козлов
Открыт 23 августа 1977 года в Крымской астрофизической обсерватории Н. С. Черных.
Русский инженер и ученый Дмитрий Ильич Козлов (р. 1919) спроектировал космические ракеты «Молния», «Союз» и многие исследовательские спутники и космические станции. Лауреат Ленинской премии и дважды Государственной премии, также получил золотую медаль Ассоциации содействия национальной промышленности Франции.
Оригинальный текст (англ.)23406 Kozlov
Discovered 1977 Aug. 23 by N. S. Chernykh at the Crimean Astrophysical Observatory.
Russian engineer and scientist Dmitrij Ilʹich Kozlov (b. 1919) designed the space rockets Molniya, Soyuz and many research satellites and space stations. Winner of the Lenin Prize, and of the State Prize twice, he also received the gold medal of the Association of Assistance to the National Industry of France.
Источники: 20070730/MPCPages.arc; M.P.C. 60299.

## Орбита

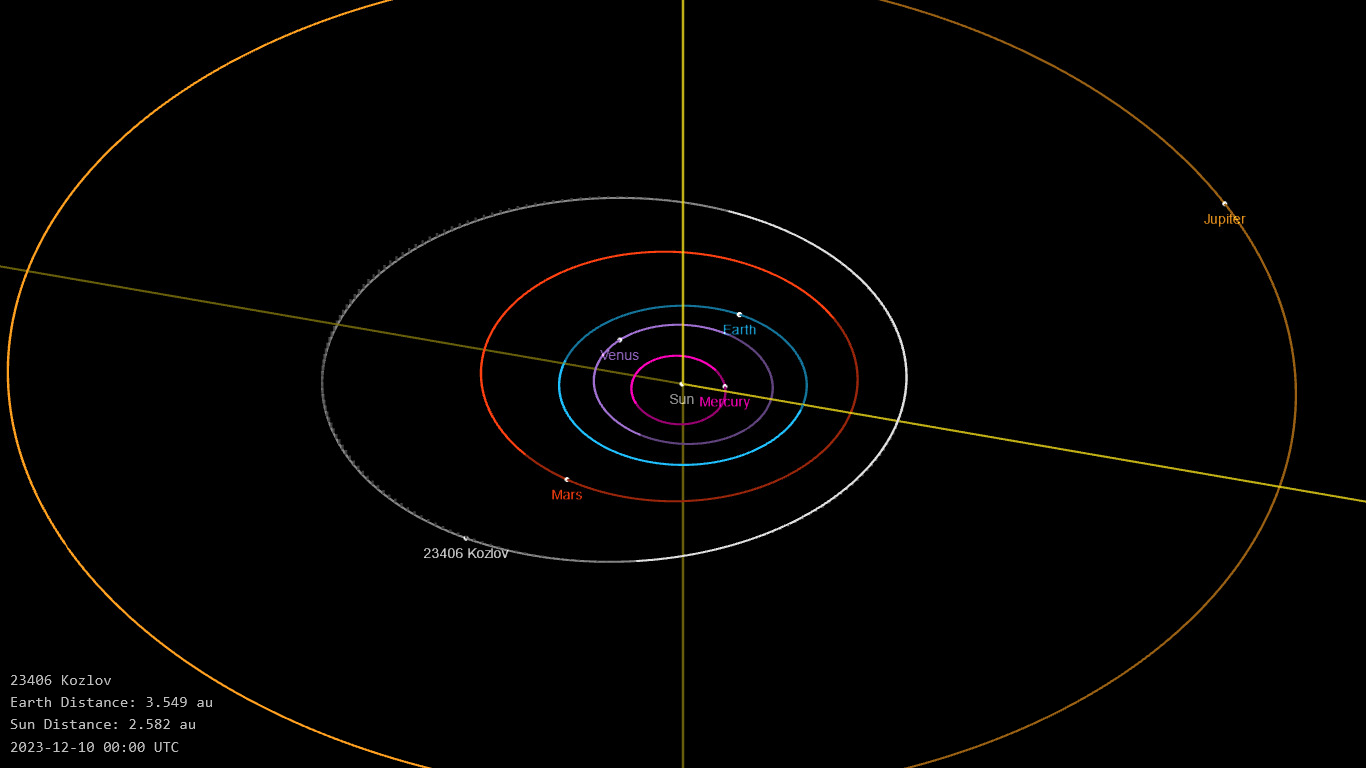
Орбита астероида Козлов и его положение в Солнечной системе

## Физические характеристики
Из наблюдений системы Asteroid Terrestrial-impact Last Alert System следует, что астероид относится к таксономическому классу S.
По результатам наблюдений в видимом и ближнем инфракрасном диапазоне космического телескопа NEOWISE диаметр астероида оценивался равным 3,607±0,138 км. Согласно тому же источнику альбедо оценивается как 0,259±0,039.